# 漢諾威 (明尼蘇達州)
漢諾威（英語：Hanover）是一個位於美國明尼蘇達州亨內平縣及賴特縣的城市。

## 人口
根據2020年美國人口普查的數據，漢諾威的面積為14.61平方千米，當中陸地面積為14.21平方千米，而水域面積為0.40平方千米。當地共有人口3548人，而人口密度為每平方千米243人。